# ماونت تریمبل (ویرجینیای غربی)
ماونت تریمبل (به انگلیسی: Mount Trimble) یک منطقهٔ مسکونی در ایالات متحده آمریکا است که در شهرستان مورگان، ویرجینیای غربی واقع شده‌است.